# Pato
Pato – gaun wikas samiti we wschodniej części Nepalu w strefie Sagarmatha w dystrykcie Saptari. Według nepalskiego spisu powszechnego z 2001 roku liczył on 755 gospodarstw domowych i 4378 mieszkańców (2110 kobiet i 2268 mężczyzn).